# René Frank (Komponist, 1974)

René Frank (2024)

René Frank, Pseudonym Rene Finn (* 12. Oktober 1974 in Marktheidenfeld) ist ein deutscher Komponist von Popmusik und Neuen Geistlichen Liedern sowie Autor von Sachbüchern.

## Leben
Frank studierte Kirchenmusik in Mainz und Schulmusik an der Goethe-Universität in Frankfurt am Main. Nach dem Abitur 1994 absolvierte er zudem eine Banklehre. Seit 2005 ist Frank als Popkantor, Chorleiter, Orchesterleiter und Musiklehrer (Georg-Büchner-Schule Rodgau), für die evangelische und katholische Kirche sowie die Freie Musikschule Rodgau tätig. Er lebt in Heusenstamm.

## Autor und Komponist
Als Autor schrieb Frank u. a. die Bücher Das Neue Geistliche Lied; Mehrstimmiges Singen; Kreuzigung und Erwachen des Jesu von Nazareth; Goldene Zeiten sowie fünf Palladium-Münzkataloge. An dem Buch Das Vergessene Jahrzehnt war er als Co-Autor beteiligt.
Frank ist ferner freier Autor der internationalen numismatischen Zeitschrift moneytrend (Wien) und publiziert Fachartikel in den Spezialgebieten Palladiummünzen, Platinmünzen und Goldmünzen.
Unter dem Künstlernamen Rene Finn komponiert und textet er englischsprachige Rock- und Popmusik für verschiedene Interpreten. Nach bereits drei veröffentlichten Musikalben in den Jahren 1999, 2002 und 2005 erschien 2009 die CD mit dem Titel Stronger Than Before bei EMG Music. Sein Lied Secret Garden wurde 2005 ins Finale des Internationalen Komponistenwettbewerbs der Deutschen Disc-Jockey-Organisation gewählt, und mit seinen Liedern Mirror at the Station und Falling Angel wurde er 2006 als Best of European Newcomers von EMG und der Plattenfirma edel music ausgezeichnet.
Darüber hinaus schreibt Frank Neue Geistliche Lieder (NGL) und wirkte an mehreren Film-, TV- und Musicalproduktionen mit.
2024 war er Preisträger des Liedwettbewerbs der ELKB.

## Werke
- 1993: Licht in dunkler Nacht, NGL-CD
- 1999: Falling Angel, Pop-CD
- 2002: Treasure Island, Pop-CD
- 2003: Das Neue Geistliche Lied – Neue Impulse für die Kirchenmusik. Sachbuch. Marburg 2003, ISBN 3-8288-8573-X.
- 2004: Menschen auf dem Wege, Mottolied zum XX. Weltjugendtag in Köln
- 2004: Das Vergessene Jahrzehnt. Diskursbuch (Co-Autor). Bochum 2004, ISBN 3-928781-72-3.
- 2005: Secret Garden, Finale-Lied des Internationalen Komponisten-Wettbewerbs der Deutschen Disc-Jockey Organisation in Aachen
- 2005: Mehrstimmiges Singen – Wege zur Einführung der Mehrstimmigkeit in Kinder- und Jugendchören. Sachbuch. Marburg 2005, ISBN 3-8288-8884-4.
- 2005: Wheel of Time, Pop-CD
- 2006: Falling Angel. In:  Hitpack New Pop Vol. 2 von edel music
- 2006: Palladium-Münzkatalog 2007. Sachbuch. Wien 2006, ISBN 3-9501620-7-0.
- 2006: Mirror at the Station. In: Hitpack New Pop Vol. 1 von edel music
- 2007: Great Wheel of Time, Virtuelle Online-CD von Artist Development Networx (edel)
- 2008: Kreuzigung und Erwachen des Jesu von Nazareth - Starb Jesus wirklich am Kreuz? Sachbuch. München 2008, ISBN 978-3-640-13066-5
- 2009: Stronger Than Before, Pop-CD
- 2009: Indie-Pro! Vol.2, Sampler-CD von EMG
- 2010: Indie-Pro! Vol.3, Sampler-CD von EMG
- 2010: Palladium-Münzkatalog 2010. Sachbuch. Regenstauf 2010, ISBN 978-3-86646-830-6
- 2011: Finest Noise Vol. 25, Sampler-CD
- 2012: Goldene Zeiten - Die bewegte Geschichte europäischer Goldmünzen. Sachbuch. Marburg 2012, ISBN 978-3-8288-2980-0
- 2012: Die ersten Dollarmünzen der Geschichte. Sachbuch. München 2012, ISBN 978-3-656-24169-0
- 2013: Finest Noise Vol. 29, Sampler-CD
- 2013: Münzen und Geld: The Anchor Coinage - Die silbernen "Anker-Münzen" von 1820-1822. Sachbuch. München 2013, ISBN 978-3-656-41773-6
- 2014: Palladium-Münzkatalog 2014. Sachbuch. Regenstauf 2014, ISBN 978-3-86646-846-7
- 2017: Finest Noise Vol. 36, Sampler-CD
- 2017: Palladium-Münzkatalog 2017. Sachbuch. Regenstauf 2017, ISBN 978-3-86646-853-5
- 2018: Mehrstimmiges Singen – Wege zur Einführung der Mehrstimmigkeit in Kinder- und Jugendchören. Sachbuch. 2. erweiterte und aktualisierte Auflage, Baden-Baden, 2018, ISBN 978-3-8288-4223-6
- 2019: Britisches Kolonialgeld aus Ceylon - Beliebte Elefanten-Motive auf Kupfer- und Silbermünzen. Sachbuch. München 2019, ISBN 978-3-346-02914-0
- 2021: Palladium-Münzkatalog 2021. Sachbuch. Salzburg 2021, ISBN 978-3-9504013-5-6
- 2023: Wurzeln können. Notenbuch. (Co-Komponist). Limburg a.d. Lahn 2023, ISBN 978-3-943302-87-5
- 2024: Münzprägung in Darmstadt - Die kleinste Prägestätte im Deutschen Kaiserreich. Sachbuch. München 2024, ISBN 978-3-389-01645-9
- 2024: Wurzeln können. Chorbuch. (Co-Komponist). Limburg a.d. Lahn 2024, ISBN 978-3-943302-87-5